# 야삭
야삭은 칭기스칸이 제정한 비밀 성문법으로, 그 원문은 현재 전해지지 않지만 몽골제국의 기본법률이었다. 칭기스칸은 차카다이를 야삭을 지키고 수행하는 수호자로 임명하였다.

## 개관
야삭은 원문이 전해지지는 않지만, 평민들도 이해하기 쉽고 구체적이었다고 추측된다. 두루마리에 쓰여진 야삭은 비밀서고에 보관되어 있었으며, 오직 왕족에게만 공개되었다.

## 같이 보기
- 법제사